# X1A2 Carcará
O X1A2 Carcará é um carro de combate leve brasileiro desenvolvido pela Bernardini, representando uma evolução significativa dos modelos anteriores X1 e X1A1. Este veículo foi concebido para substituir os antigos M3 Stuart em serviço no Exército Brasileiro, incorporando diversas melhorias em termos de armamento, mobilidade e nacionalização de componentes.
O X1A2 Carcará apresentou um maior índice de nacionalização de componentes, alinhando-se aos interesses do Exército Brasileiro em alcançar maior independência industrial na obtenção de componentes críticos. Após testes de campo e homologação pelo Centro de Pesquisa e Desenvolvimento de Blindados (CPDB), foram contratados 24 veículos junto à Bernardini, divididos em dois lotes. O primeiro lote, com dez carros, foi entregue ao 6º Regimento de Cavalaria Blindada (RCB) em 1981, substituindo os últimos M4 Sherman em uso. No entanto, durante a operação, foram identificados problemas crônicos, como vazamentos no selo mecânico do conversor de torque e falhas no sistema de manches de direção. Apesar de serem corrigíveis, os recursos foram direcionados para o projeto de modernização dos M41 Walker Bulldog. O segundo lote foi disponibilizado em 1984, mas os veículos não entraram em serviço ativo, sendo armazenados na unidade. O modelo foi retirado do serviço ativo em 1994, substituído pelos Bernardini M41C Caxias. 
Embora o desenvolvimento do X1A2 Carcará possa ser questionado devido à existência de veículos similares, como o Engesa EE-9 Cascavel, o programa proporcionou à indústria de defesa brasileira experiência na fabricação e conversão de veículos blindados, pavimentando o caminho para projetos mais complexos no futuro.

## Ligações Externas
- Armas Nacionais.
- Tank Encyclopedia.
- War Thunder Fórum
- Hazes, Darren (4 de agosto de 2021). «CCL X1A2 Carcará». Tank Encyclopedia (em inglês). Consultado em 20 de janeiro de 2025 Tank Encyclopedia
- «CCL X-1 Pioneiro e X-1A1/A2 Carcará». Consultado em 20 de janeiro de 2025Armas Nacionais
- X1A2 Carcará.